# Carlos VIII de França
Carlos VIII (Amboise, 30 de junho de 1470 – Amboise, 7 de abril de 1498), também conhecido como Carlos, o Afável, foi o Rei da França de 1483 até sua morte, sucedendo seu pai Luís XI com apenas treze anos de idade. Foi também Imperador Titular do Império Bizantino de 1494 até sua morte, após comprar os títulos imperiais de André Paleólogo. 
Para conseguir os direitos do trono de Nápoles que o rei Renato I havia deixado ao seu pai, Carlos fez uma série de concessões às monarquias vizinhas e conquistou a Península Itálica sem muita oposição. A coalizão formada entre 1494 e 1498 contra a invasão francesa acabou expulsando o exército francês, porém as Guerras Italianas acabariam dominando as políticas europeias por mais de cinquenta anos.

## A Bretanha
Francisco II, duque da Bretanha, tinha começado uma "Guerre folle" contra o rei para manter a independência de seu ducado. Batido pelas tropas francesas comandadas por La Trémoille, em Saint-Aubin-du-Cormier, em 28 de julho de 1488, o duque fora obrigado a assinar o tratado do Verger, em 19 de agosto de 1488. Prometia pelo tratado que sua filha e herdeira Ana não se casaria sem o assentimento do rei da França.
Tornando-se duquesa, Ana casou por procuração com Maximiliano de Habsburgo em 1490, sem pedir anuência do seu suserano, Carlos VIII. O casamento desejava preservar a independência do ducado, mas era inaceitável para a França, que arriscava ficar cercada pelos domínios dos Habsburgos. O rei não hesitou em marchar contra o ducado. Depois de ter tomado Nantes e sitiado Rennes, Ana compreendeu que não podia contar com o apoio do imperador Maximiliano. Que tinha, verdade seja dita, bastantes preocupações com os turcos! A duquesa resignou-se assim a anular o seu casamento e a casar com Carlos VIII. Carlos, que sete anos antes tinha sido noivo de uma criança de três anos, não teve escrúpulos em devolver a menina, Margarida da Áustria, ao pai, que não era outro senão o mesmo imperador Maximiliano I. Pelo casamento, a Bretanha tornava-se um feudo francês apenas em direito, pois a duquesa o administrava com liberdade completa. O contrato de casamento previa que Ana devia casar com o novo rei, se Carlos morresse sem deixar filhos. E foi o que aconteceu, em 1498.  Luís XII anulou sem pena o seu casamento anterior com Joana de França a Coxa, filha de Luís XI, e  casou-se com Ana da Bretanha, a qual morrerá em 1514 sem ter sacrificado a independência de sua querida Bretanha. Como Luis XII morreu em 1515, será a filha de ambos, Cláudia de França, que levará a Bretanha ao marido, Francisco de Orléans, conde de Angoulême, rei sob o nome de Francisco I. Em 1532 os Estados Gerais de Vannes aprovarão a ligação do ducado da Bretanha ao reino de França, preservando entretanto os seus privilégios, assim como as autonomias judiciária e fiscal do ducado.

## Voltando atrás
Em 1491, quando Carlos VIII começou a governar, mandou libertar Luís de Orléans para que pudesse se reconciliar com os Beaujeu. Luís fez casar Carlos VIII com Ana da Bretanha, conseguindo assim, incorporar a Bretanha no território de França. Mas Carlos VIII havia assumido compromisso de noivado com Margarida d’Áustria: rompeu o seu compromisso, renunciado ao dote austríaco. Maximiliano da Áustria, pai de Margarida, resolveu vingar-se, insuflando aliados contra a França.
Carlos VIII sonhava em realizar o projeto do pai, Luís XI, que reclamava os direitos sobre o reino de Nápoles, por sua mãe Maria d’Anjou. Assim, lançou-se na aventura, cópia das epopeias cavalheirescas, premeditando uma ação contra os turcos. Conquistou facilmente a Savoia, e os marquesados de Saluces e Montferrat, encontrou fraca resistência em Nápoles.
Em Florença ocorreu um fato estranho. Um frade, de nome Savonarola, que comandava a cidade, previu uma invasão estrangeira em punição pelo seu gosto pelo luxo e lassidão. Carlos VIII não avançou sobre o lugar e tomou o caminho de Roma, onde chegou a 31 de dezembro de 1494. Ali ele conseguiu prender o Príncipe Djem, filho do sultão turco Bajazet. Em seguida, a 22 de fevereiro de 1495, tomou posse de Nápoles, e passou a viver num ambiente festivo em função de seus sucessos.
Entretanto, os soberanos europeus, que pagavam pela sua neutralidade, resolveram infernizar o Rei francês, conquistando territórios do país, tornando, assim, a França vulnerável. Prevenido por Filipe de Commyenes, Carlos VIII tomou o caminho de retorno prematuramente. Carlos VIII carregava consigo obras de arte italianas, introduzindo, dessa maneira, o Renascimento em França. O seu sonho continuava sendo o reinicio da marcha contra a Itália.
Mas o destino decidiu de forma diferente. Em 1498, quando ele estava na sua residência favorita, o castelo de Amboise, jogando com os seus pajens, distraidamente bateu violentamente contra o lintel de uma porta. Por volta das 2 da tarde, ao retornar do jogo, ele entrou em coma súbito e morreu nove horas depois, talvez de um hematoma subdural . Como os seus três filhos haviam falecido prematuramente, a Dinastia dos Valois deixou o trono francês vago. Foi Luís de Orléans, o rebelde, que herdou o trono, assumindo o nome de Luís XII, sendo esse o primeiro e único Rei da casa de Valois-Orléans.

## Casamentos e filhos
Casou em Langeais em 6 de dezembro de 1491 com a duquesa Ana da Bretanha (Nantes 1477-1514 Blois), filha de Francisco II, Duque da Bretanha, e Margarida de Foix.
Tinha 14 anos, o rei 21 anos. Ana defendeu a independência de seu ducado contra a ambição de seus pretendentes, entre eles Alain, sire d’Albret. Segundo desejo dos Estados em Vannes, Ana havia casado primeiro, em 1490, com Maximiliano da Áustria, por procuração; em 1491 casou com Carlos VIII, sendo pais de quatro filhos cedo mortos, três dos quais feitos Delfim. Viúva em 1498, conforme disposições do Tratado de Rennes, ela casou por terceira vez com Luís XII (1462-1515).
Filhos:
- Carlos Orlando, Delfim da França (11 de outubro de 1492 - 16 de dezembro de 1495). Seu único filho saudável, ele morreu de sarampo quando tinha três anos de idade. Enterrado na Catedral de Tours;
- Francisco, prematuro filho natimorto (agosto de 1493). Enterrado em Notre-Dame de Cléry;
- Filha prematura nascida morta em Lyon , em março de 1494, onde a rainha acompanhava o marido enquanto ele se preparava para partir para as guerras italianas;
- Filha prematura natimorta (março de 1495);
- Carlos, Delfim da França. Morreu com menos de um mês (8 de setembro de 1496 - 2 de outubro de 1496). Enterrado na Catedral de Tours;
- Francisco, Delfim da França. Ele morreu várias horas após seu nascimento (julho de 1497). Enterrado na Catedral de Tours;
- Ana da França. Ela morreu no dia do seu nascimento (20 de março de 1498) no Château Real de Plessis-lèz-Tours. Enterrado na Catedral de Tours.